# Franciszek Brzozowski
Franciszek Brzozowski herbu Korab – starosta ożarowski.
Syn Antoniego i Katarzyny ze Słomińskich. Żonaty z Teresą z Leśkiewiczów, miał syna Kazimierza.
Był komisarzem Sejmu Czteroletniego z ziemi stężyckiej województwa sandomierskiego do szacowania intrat dóbr ziemskich w 1789 roku.